# Pilar Masgrau Gomollón
Pilar Masgrau Gomollón (Barcelona, 15 de novembre de 1934-) és infermera, i col·legiada del Col·legi Oficial d'Infermeres i Infermers de Barcelona.
Va cursar el batxillerat superior i va estudiar ATS a l'Escola de Santa Madrona de Barcelona. Per raons familiars es va traslladar a Oviedo (Astúries) el 1960 i va entrar a treballar a l'Hospital General d'Astúries, on va acabar com a supervisora de sales d'operacions. Allà va conèixer Adela Simon Pera, infermera, de la fou deiblexa, amb qui va adquirir una gran experiència professional. El 1968, cridada per l'Adela Simón, es va incorporar a l'equip de l'Hospital de la Santa Creu i Sant Pau com a encarregada d'organitzar els Quiròfans d'Urgències i Central. L'1 de maig de 1972 es va traslladar a l'Hospital Clínic i Provincial de Barcelona on va ser la Cap d'Infermeria fins al 31 de desembre de 1982; allà va dissenyar un nou organigrama, va crear un equip de direcció infermera, va escollir i preparar un equip de supervisores per aplicar la reforma infermera, a més d'aconseguir un important increment de la plantilla.
Va ser la persona que va promoure la reforma i la transició a l'Hospital Clínic de Barcelona, que va passar d'un model religiós d'infermeria a un model professional. El seu nom té un gran pes en la història infermera de l'hospital, i alguns dels seus canvis i reformes encara segueixen vigents.